# Sanremo 87 International
Sanremo 87 International è un album compilation pubblicato nel febbraio 1987 dall'etichetta discografica Polystar/PolyGram.
L'album contiene 9 brani proposti da altrettanti artisti internazionali presenti come ospiti nell'edizione 1987 del Festival della canzone italiana. La versione su CD presenta un ordine dei brani diverso rispetto ai formati long playing e musicassetta, inoltre contiene una traccia in più, Walk like an Egyptian del gruppo The Bangles.
Nella copertina non è citato il nome di alcun artista.

## Tracce
Di seguito è riportata la scaletta della versione su CD.
1. Level 42 - Running in the Family
2. The Bangles - Walk like an Egyptian
3. Curiosity Killed the Cat - Misfit
4. Tom Robinson - Still Loving You
5. Cutting Crew - (I Just) Died in Your Arms
6. Pet Shop Boys - Suburbia
7. Bob Geldof - The Beat of the Night
8. The Style Council - It Didn't Matter
9. Whitney Houston - All at Once
10. Corey Hart - I Am by Your Side